# سوزانا فيليكس
سوزانا فيليكس (بالبرتغالية: Susana Félix‏) هي كاتبة غنائية وملحنة ومغنية برتغالية، ولدت في 12 أكتوبر 1975 في توريس فيدراس في البرتغال.

## وصلات خارجية
- سوزانا فيليكس على موقع IMDb (الإنجليزية)
- سوزانا فيليكس على موقع ميوزك برينز (الإنجليزية)
- سوزانا فيليكس على موقع أول ميوزيك (الإنجليزية)
- سوزانا فيليكس على موقع قاعدة بيانات الفيلم (الإنجليزية)